# Atahualpacoris
Atahualpacoris is een geslacht van wantsen uit de familie van de Miridae (Blindwantsen). Het geslacht werd voor het eerst wetenschappelijk beschreven door José Cândido de Melo Carvalho in 1985.

## Soorten
Het genus bevat de volgende soorten:

- Atahualpacoris columbiensis (Carvalho, 1985)
- Atahualpacoris henryi Ferreira, Lopes, de Souza & Ferreira, 2018
- Atahualpacoris impunctatus (Carvalho, 1985)
- Atahualpacoris incaicus (Carvalho, 1985)
- Atahualpacoris lojaensis (Carvalho, 1985)
- Atahualpacoris tamboensis (Carvalho, 1985)
- Atahualpacoris venezuelensis (Carvalho, 1985)